# Alexander Dobrindt

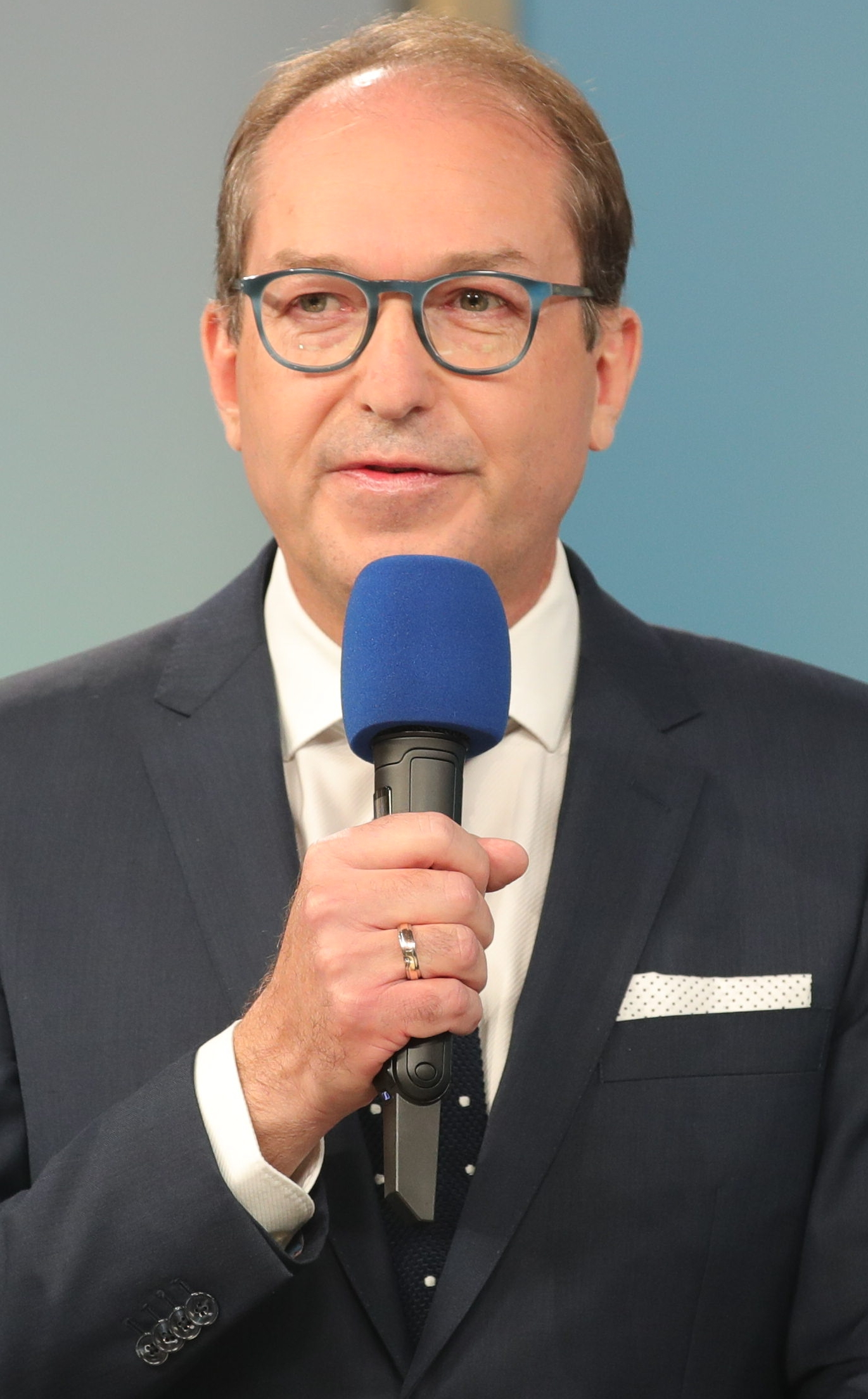
Alexander em 2023

 Alexander Dobrindt  (Peißenberg, Weilheim-Schongau, 7 de junho de 1970) é um político alemão. Em 17 de dezembro de 2013 prestou juramento como Ministro dos Transportes e Infraestrutura Digital da Alemanha no Terceiro Gabinete Merkel.
Desde maio de 2025, ocupa o cargo de Ministro do Interior no governo de Friedrich Merz.